# Члени ВУЦВК 7-го скликання
Всеукраїнський Центральний Виконавчий Комітет УСРР VII скликання
14 грудня 1922 року VII Всеукраїнський з’їзд Рад УСРР обрав Центральний Виконавчий Комітет УСРР VII скликання в складі 200 членів і 50 кандидатів.

### Члени ВУЦВК
| Прізвище, ім'я, по-батькові        | Посада | Примітки |
| ---------------------------------- | --- | -------- |
| Аверін Василь Кузьмич              | |          |
| Александров Іван Олександрович ?   | |          |
| Амінова                            | |          |
| Арсентьєв                          | |          |
| Ауссем Володимир Християнович      | повноважний представник УСРР у Німеччині                                                                            |          |
| Балицький Всеволод Аполлонович     | заступник голови ДПУ УСРР                                                                                           |          |
| Баранов                            | |          |
| Білийший ?                         | |          |
| Блакитний Василь Михайлович        | редактор газети «Вісти ВУЦВК»                                                                                       |          |
| Бондаренко                         | |          |
| Брон Саул Григорович               | уповноважений Народного комісаріату зовнішньої торгівлі РРФСР по УСРР                                               |          |
| Будаєв Павло Антонович             | уповноважений ЦК Спілки харчовиків в УСРР                                                                           |          |
| Буздалін Сергій Феоктистович       | голова Верховного революційного трибуналу УСРР                                                                      |          |
| Булат Іван Лазарович               | голова Харківської губернської Ради профспілок                                                                      |          |
| Буценко Панас Іванович             | голова Кам’янецького повітвиконкому Подільської губернії                                                            |          |
| Вакулєв                            | |          |
| Варантов                           | |          |
| Василевич Іван Антонович ?         | |          |
| Василенко Марко Сергійович ?       | голова Остерського повітвиконкому Чернігівської губернії                                                            |          |
| Вастленко ?                        | Чернігівська губернія                                                                                               |          |
| Васютін Василь Пилипович           | 1-й секретар ЦК КСМУ                                                                                                |          |
| Вєтошкін Михайло Кузьмич           | народний комісар державного контролю УСРР                                                                           |          |
| Вінников Трохим Степанович         | |          |
| Вітковський Андрій Федорович       | завідувач Київського губернського відділу праці                                                                     |          |
| Власенко Степан Наумович           | голова Катеринославського губвиконкому                                                                              |          |
| Власов Платон Дмитрович            | Донецька губернія                                                                                                   |          |
| Гавриленко                         | |          |
| Гаврилов Іван Андрійович           | голова Запорізького повітвиконкому Катеринославської губернії                                                       |          |
| Гайцан Микола Іванович ?           | |          |
| Гамарник Ян Борисович              | голова Київського губвиконкому                                                                                      |          |
| Гандзей Степан Варфоломійович      | Подільська губернія                                                                                                 |          |
| Гаркавий Ілля Іванович ?           | командир 45-ї стрілецької дивізії                                                                                   |          |
| Гвоздецький Степан Павлович        | |          |
| Гвоздьов Іван Георгійович          | |          |
| Гілінський Абрам Лазарович         | заступник завідувача організаційного відділу ЦК КП(б)У                                                              |          |
| Голубенко Микола Васильович        | Київська губернія                                                                                                   |          |
| Гопнер Серафима Іллівна            | завідувач агітаційно-пропагандистського відділу Донецького губкому КП(б)У                                           |          |
| Грановський Мойсей Лазарович       | голова Чернігівської губернської ради профспілок                                                                    |          |
| Гречнєв                            | |          |
| Гринько Григорій Федорович         | голова Державної планової комісії УСРР                                                                              |          |
| Грязєв Іван Якович                 | |          |
| Гулий Костянтин Макарович          | завідувач організаційного відділу Харківського губернського комітету КП(б)У                                         |          |
| Гуревич Мойсей Григорович          | народний комісар охорони здоров'я УСРР                                                                              |          |
| Доброхотов Микола Федорович        | відповідальний секретар Подільського губернського комітету КП(б)У                                                   |          |
| Дубовий Наум Іпатійович ?          | |          |
| Дубов’єв                           | |          |
| Дудник Яким Минович                | заступник народного комісара землеробства УСРР                                                                      |          |
| Ейдеман Роберт Петрович            | помічник командувача Збройних сил України і Криму                                                                   |          |
| Євдокимов Юхим Георгійович         | повноважний представник ДПУ при РНК Української СРР по Правобережній Україні                                        |          |
| Єгоров                             | |          |
| Єрмощенко Веніамін Йосипович       | секретар Президії ВУЦВК                                                                                             |          |
| Жигалко П.В.                       | член президії Української Ради Народного Господарства                                                               |          |
| Жилінський Сергій Миколайович      | |          |
| Жуковський Йосип Гаврилович        | відповідальний секретар повітового комітету КП(б)У Донецької губернії                                               |          |
| Завенягін Авраамій Павлович        | відповідальний секретар Юзівського повітового комітету КП(б)У Донецької губернії                                    |          |
| Завіцький Герман Михайлович        | уповноважений по електротехнічній промисловості в УСРР                                                              |          |
| Зайцев Федір Іванович              | голова Юзівської ради професійних спілок Донецької губернії                                                         |          |
| Затон Федір Леонідович             | секретар Центральної контрольної комісії КП(б)У                                                                     |          |
| Затонський Володимир Петрович      | народний комісар освіти УСРР                                                                                        |          |
| Знайда                             | |          |
| Іванов Андрій Васильович           | завідувач організаційно-інструкторського відділу ЦК КП(б)У                                                          |          |
| Іванов Василь Іванович             | голова Головного управління металургійної промисловості УРНГ                                                        |          |
| Іванов                             | Катеринославська губернія                                                                                           |          |
| Іонов Олексій Максимович ?         | |          |
| Кабаненко Микола Максимович        | секретар Президії ВУЦВК                                                                                             |          |
| Калманович Мойсей Йосипович        | голова правління Всеукраїнської кооперативної спілки споживчих товариств (Вукоопспілки)                             |          |
| Капранов Микола Євдокимович        | голова Мелітопольського міськвиконкому Катеринославської губернії                                                   |          |
| Карлсон Карл Мартинович            | начальник Донецького губернського відділу ГПУ                                                                       |          |
| Картвелішвілі Лаврентій Йосипович  | відповідальний секретар Київського губернського комітету КП(б)У                                                     |          |
| Квірінг Еммануїл Йонович           | відповідальний секретар Донецького губернського комітету КП(б)У                                                     |          |
| Кедер                              | |          |
| Киремет ?                          | |          |
| Кін Павло Андрійович               | |          |
| Кіркіж Купріян Осипович            | відповідальний секретар Харківського губернського комітету КП(б)У                                                   |          |
| Клименко Іван Євдокимович          | народний комісар земельних справ Української СРР, заступник голови Ради народних комісарів УСРР                     |          |
| Клименко                           | |          |
| Княжицький                         | |          |
| Козлов Іван Андрійович             | Катеринославська губернія                                                                                           |          |
| Колесников                         | |          |
| Колос Григорій Оксентійович        | заступник голови Катеринославського губвиконкому                                                                    |          |
| Конотоп Віктор Якович              | |          |
| Корнєєв Ілля Ілліч                 | народний комісар соціального забезпечення УСРР                                                                      |          |
| Корнюшин Федір Данилович           | відповідальний секретар Південного бюро ВЦРПС                                                                       |          |
| Коробочкіна                        | |          |
| Котовський Григорій Іванович       | командир 2-го кавалерійського корпусу                                                                               |          |
| Кошкарьов Андрій Іванович          | |          |
| Кравченко                          | |          |
| Кремницький Федір Іванович         | відповідальний секретар Чернігівського губернського комітету КП(б)У                                                 |          |
| Криворучко Микола Миколайович      | командир і військовий комісар 3-ї Бесарабської кавалерійської дивізії                                               |          |
| Кролевецький Георгій Васильович    | |          |
| Крубов                             | |          |
| Ксандров Володимир Миколайович     | голова президії Української Ради Народного Господарства                                                             |          |
| Кудрін Іван Михайлович             | Київська губернія                                                                                                   |          |
| Кузнецов Степан Матвійович         | голова Харківського губвиконкому                                                                                    |          |
| Кузнецов                           | |          |
| Кузьменко Василь Денисович         | голова Київської губернської ради Спілки металістів                                                                 |          |
| Курасов                            | |          |
| Кухмаренко                         | |          |
| Лебідь Дмитро Захарович            | 2-й секретар ЦК КП(б)У                                                                                              |          |
| Левандовський Михайло Карлович ?   | |          |
| Левицький Михайло Васильович       | |          |
| Лівшиць Я.В.                       | |          |
| Лобанов Михайло Іванович           | член президії Української Ради Народного Господарства                                                               |          |
| Лобачов Іван Степанович            | народний комісар продовольства УСРР                                                                                 |          |
| Логинов Володимир Федорович ?      | завідувач організаційного відділу Київського губернського комітету КП(б)У                                           |          |
| Луценко Степан Кузьмич             | голова Лохвицького повітвиконкому Полтавської губернії                                                              |          |
| Луговий Олександр Васильович       | голова ЦК Спілки робітників цукрової промисловості                                                                  |          |
| Любченко                           | |          |
| Любченко Панас Петрович            | голова правління Всеукраїнської спілки сільськогосподарської кооперації «Сільський господар»                        |          |
| Ляпін Зиновій Федорович            | відповідальний секретар Луганського повітового комітету КП(б)У                                                      |          |
| Ляпін Олександр Іванович           | завідувач організаційного відділу Одеського губернського комітету КП(б)У                                            |          |
| Магідов Борис Йосипович            | відповідальний секретар Полтавського губернського комітету КП(б)У                                                   |          |
| Майоров Михайло Мусійович          | відповідальний секретар Одеського губернського комітету КП(б)У                                                      |          |
| Макар Олександр Михайлович         | помічник генерального прокурора УСРР                                                                                |          |
| Мануїльський Дмитро Захарович      | 1-й секретар ЦК КП(б)У                                                                                              |          |
| Манцев Василь Миколайович          | народний комісар внутрішніх справ УСРР і голова ДПУ УСРР                                                            |          |
| Марченко                           | |          |
| Маслов                             | член Президії Української Ради Народного Господарства                                                               |          |
| Михайлов                           | |          |
| Мишков Микола Гордійович           | голова Луганського повітвиконкому Донецької губернії                                                                |          |
| Мойсеєнко Костянтин Васильович     | Донецька губернія                                                                                                   |          |
| Молєв                              | Подільська губернія                                                                                                 |          |
| Мускатов                           | |          |
| Мусульбас Іван Андрійович          | відповідальний секретар Волинського губернського комітету КП(б)У                                                    |          |
| Нагорна                            | |          |
| Налімов Михайло Миколайович        | голова Уманського повітвиконкому Київської губернії                                                                 |          |
| Нестеренко                         | |          |
| Нємченко                           | уповноважений Народного комісаріату праці РРФСР по УСРР                                                             |          |
| Ніколаєнко Іван Гнатович           | |          |
| Новиков Микола Фролович ?          | член Революційно-військової ради Західного фронту, начальник Політичного управління Українського військового округу |          |
| Новицький Олександр Адольфович     | уповноважений Народного комісаріату фінансів РРФСР по УСРР                                                          |          |
| Одинцов Олександр Васильович       | |          |
| Ольгин                             | |          |
| Ошлей Петро Матвійович             | військовий комісар штабу Українського військового округу                                                            |          |
| Пахомов Микола Іванович            | |          |
| Пахомов Яків Захарович             | |          |
| Перекатов Іван Григорович          | уповноважений Південного бюро ЦК Спілки робітників хімічної промисловості                                           |          |
| Петинський                         | член колегії Народного комісаріату праці УСРР                                                                       |          |
| Петровський Григорій Іванович      | голова Всеукраїнського Центрального Виконавчого Комітету (ВУЦВК)                                                    |          |
| Побережський                       | |          |
| Познанський Яків Мойсейович        | член колегії Народного комісаріату внутрішніх справ УСРР                                                            |          |
| Покко Сильвестр Іванович           | голова (відповідальний секретар) Центральної Контрольної Комісії КП(б)У                                             |          |
| Покровський Сергій Миколайович     | |          |
| Полоз Михайло Миколайович          | повноважний представник РНК УСРР при РНК РРФСР                                                                      |          |
| Поляков Василь Васильович          | голова правління Південного машинобудівного тресту                                                                  |          |
| Поляков Кузьма Захарович           | Донецька губернія                                                                                                   |          |
| Попов Іван Васильович              | голова Чернігівського губвиконкому                                                                                  |          |
| Порайко Василь Іванович            | голова Подільського губвиконкому                                                                                    |          |
| Примаков Віталій Маркович          | командир 1-го кінного корпусу Червоного козацтва                                                                    |          |
| Прокоф'єв Борис Григорович         | Донецька губернія                                                                                                   |          |
| Рабичев Наум Натанович             | заступник начальника Політичного управління військ України і Криму                                                  |          |
| Радченко Андрій Федорович          | голова Донецької губернської ради професійних спілок                                                                |          |
| Радченко Григорій Павлович         | голова Херсонського повітвиконкому Одеської губернії                                                                |          |
| Ракітов Григорій Давидович         | заступник голови Подільського губвиконкому                                                                          |          |
| Раковський Християн Георгійович    | голова Ради народних комісарів УСРР і народний комісар закордонних справ УСРР                                       |          |
| Рейхель Михайло Йосипович          | голова Малої Ради Народних комісарів УСРР                                                                           |          |
| Ремейко Олександр Георгійович      | голова Одеської губернської ради профспілок                                                                         |          |
| Рогальов Федір Федорович           | військовий комісар 8-го стрілецького корпусу                                                                        |          |
| Романов                            | Харківська губернія                                                                                                 |          |
| Рудий Юлій Вікентійович            | уповноважений Народного комісаріату шляхів РРФСР по УСРР                                                            |          |
| Рухимович Мойсей Львович           | голова Донецького губвиконкому                                                                                      |          |
| Ряппо Ян Петрович                  | заступник народного комісара освіти УСРР                                                                            |          |
| Садовський Федір Йосипович ?       | |          |
| Самойлов Олександр Митрофанович    | |          |
| Свистун Пантелеймон Іванович       | |          |
| Сербиченко Олександр Калістратович | голова Полтавського губвиконкому                                                                                    |          |
| Сидоров                            | Подільська губернія                                                                                                 |          |
| Симонов Тимофій Васильович         | відповідальний секретар Катеринославського губернського комітету КП(б)У                                             |          |
| Скрипник Микола Олексійович        | народний комісар юстиції УСРР                                                                                       |          |
| Славін                             | |          |
| Слинько Іван Федотович ?           | |          |
| Смирнов                            | Подільська губернія                                                                                                 |          |
| Строганов                          | |          |
| Сукачов                            | |          |
| Суханов Олександр Никифорович      | |          |
| Сухомлин Кирило Васильович         | голова Південного бюро ЦК Спілки залізничників                                                                      |          |
| Тарасов                            | |          |
| Титов                              | Катеринославська губернія                                                                                           |          |
| Трофимов                           | |          |
| Туровський Семен Абрамович         | начальник штабу 1-го кінного корпусу Червоного козацтва                                                             |          |
| Турчинський                        | Подільська губернія                                                                                                 |          |
| Угаров Федір Якович                | голова Південного бюро ВЦРПС                                                                                        |          |
| Федоров                            | Комуністична спілка молоді України                                                                                  |          |
| Філатова Катерина Павлівна         | |          |
| Фрунзе Михайло Васильович          | заступник голови Ради народних комісарів УСРР, командувач Збройних сил України і Криму                              |          |
| Хомик Клим Іванович ?              | |          |
| Храмов Володимир Іванович          | |          |
| Цвіфель                            | |          |
| Цюпак Олександр Порфирович         | голова Старобільського повітвиконкому Донецької губернії                                                            |          |
| Черв'яков Олександр Іванович       | |          |
| Черлюнчакевич Микола Олександрович | заступник народного комісара внутрішніх справ УСРР                                                                  |          |
| Чечелевецька                       | |          |
| Чинчіс                             | |          |
| Чорнокозов Хрисанф Павлович        | Донецька губернія                                                                                                   |          |
| Чубар Влас Якович                  | голова і керуючий Центрального правління кам'яновугільної промисловості Донбасу                                     |          |
| Шеліхманов                         | |          |
| Шкадінов Микола Іванович           | голова Юзівської міської ради Донецької губернії                                                                    |          |
| Шумський Олександр Якович          | повноважний представник УСРР у Польщі                                                                               |          |
| Якір Йона Еммануїлович             | командувач військ Київського військового району                                                                     |          |
| Яковлєв                            | |          |

Почесними членами ВУЦВК обрані Ленін Володимир Ілліч, Зінов'єв Григорій Овсійович, Троцький Лев Давидович, Калінін Михайло Іванович, Андре Марті, Луї Філіп Бадіна, Томаш Домбаль.

### Кандидати в члени ВУЦВК
| Прізвище, ім'я, по-батькові     | Посада                                                                                           | Примітки |
| ------------------------------- | ------------------------------------------------------------------------------------------------ | -------- |
| Амонь                           |                                                                                                  |          |
| Басканов                        |                                                                                                  |          |
| Білоусов                        |                                                                                                  |          |
| Гендлер                         |                                                                                                  |          |
| Герчиков                        |                                                                                                  |          |
| Грінберг Ісак Мойсейович        | військовий комісар і начальник політичного відділу 2-ї Чернігівської кавалерійської дивізії      |          |
| Дашковський                     |                                                                                                  |          |
| Дибець                          |                                                                                                  |          |
| Діманштейн Семен Маркович       | завідувач агітаційно-пропагандистського відділу ЦК КП(б)У                                        |          |
| Жуков                           |                                                                                                  |          |
| Завацький                       |                                                                                                  |          |
| Іванов                          |                                                                                                  |          |
| Калюжний                        |                                                                                                  |          |
| Кельмансон Анатолій Ізраїльович | заступник народного комісара фінансів УСРР                                                       |          |
| Коцюбинський Юрій Михайлович    | повноважний представник УСРР в Австрії                                                           |          |
| Кривошеєв                       |                                                                                                  |          |
| Корольов                        |                                                                                                  |          |
| Кубасов Борис Васильович        | відповідальний секретар Івано-Лисогорського районного комітету КП(б)У міста Харкова              |          |
| Кулик Ізраїль Юдович ?          |                                                                                                  |          |
| Куліш                           |                                                                                                  |          |
| Левкович Марія Остапівна        | завідувач жіночого відділу Київського губернського комітету КП(б)У                               |          |
| Лешко                           |                                                                                                  |          |
| Лирьов Микита Іванович          |                                                                                                  |          |
| Макаревич Омелян Андрійович     |                                                                                                  |          |
| Маловажний Петро Євстафійович   | голова дорпрофсожу Катериненської залізниці                                                      |          |
| Мальцев Петро Іванович ?        |                                                                                                  |          |
| Матвеєв                         |                                                                                                  |          |
| Матвеєв                         |                                                                                                  |          |
| Менжинська                      |                                                                                                  |          |
| Мінц Ісак Ізраїльович ?         | військовий комісар кавалерійського корпусу Червоного козацтва                                    |          |
| Мішин                           |                                                                                                  |          |
| Одинець                         |                                                                                                  |          |
| Осадчий Микола Семенович ?      | голова Миколаївського повітвиконкому Одеської губернії                                           |          |
| Плахотников Андріан Іванович    | заступник уповноваженого Народного комісаріату праці РРФСР по УСРР                               |          |
| Попова                          |                                                                                                  |          |
| Равич                           |                                                                                                  |          |
| Соловйов                        |                                                                                                  |          |
| Солодуб Петро Кирилович         | керуючий справами Ради народних комісарів УСРР                                                   |          |
| Терехов Роман Якович ?          | завідувач організаційно-інструкторського відділу Юзівського повітового комітету КП(б)У           |          |
| Томасевич Олександр Іванович    |                                                                                                  |          |
| Тюпка                           |                                                                                                  |          |
| Федотов Костянтин Якович        | начальник Головного управління робітничо-селянської міліції УСРР                                 |          |
| Фесенко Олександр Ксенофонтович |                                                                                                  |          |
| Холявський Борис Матвійович     |                                                                                                  |          |
| Царський Михайло Євдокимович    |                                                                                                  |          |
| Чернявський Володимир Ілліч     | завідувач організаційно-інструкторського відділу Катеринославського губернського комітету КП(б)У |          |
| Чубін Яків Абрамович            | завідувач організаційно-інструкторського відділу Подільського губернського комітету КП(б)У       |          |
| Шверник Микола Михайлович       | голова Донецької губернської Спілки металістів                                                   |          |
| Шубін                           | т.в.о. редактора газети «Коммунист»                                                              |          |
| Юшкевич Йосип Устинович         | Подільська губернія                                                                              |          |

14 грудня 1922 року головою Всеукраїнського Центрального Виконавчого Комітету УСРР обраний Петровський Григорій Іванович, секретарем ВУЦВК УСРР обраний Єрмощенко Веніамін Йосипович. 
Обрані членами Президії ВУЦВК УСРР: Петровський Григорій Іванович, Єрмощенко Веніамін Йосипович, Буздалін Сергій Феоктистович, Ейдеман Роберт Петрович, Затонський Володимир Петрович, Кіркіж Купріян Осипович, Кузнецов Степан Матвійович, Лобанов Михайло Іванович, Лобачов Іван Степанович, Манцев Василь Миколайович, Скрипник Микола Олексійович, Угаров Федір Якович, Шумський Олександр Якович.